# Schutzstaffel
Schutzstaffel (SS; cách điệu hóa bằng chữ Rune Armanen là ᛋᛋ; phát âm tiếng Đức: [ˈʃʊtsˌʃtafl̩] ⓘ, nghĩa "Đội phòng vệ") là một tổ chức bán quân sự trực thuộc Đảng Quốc xã (NSDAP) dưới trướng Adolf Hitler, hoạt động tại Đức dưới thời Cộng hòa Weimar và Đệ Tam Đế chế cũng như trên khắp các vùng lãnh thổ châu Âu bị Đức chiếm đóng trong chiến tranh thế giới thứ hai. Khởi nguyên của SS là một đơn vị cảnh vệ nhỏ mang tên Saal-Schutz (An ninh hội trường) gồm các tình nguyện viên thực hiện công tác giữ gìn an ninh cho các cuộc họp đảng ở München. Năm 1925, Heinrich Himmler gia nhập đơn vị mà khi ấy đã được cải tổ và đổi tên thành Schutzstaffel. Dưới sự lãnh đạo của Himmler, SS phát triển từ một đội hình bán quân sự nhỏ thành một trong những tổ chức thế lực nhất tại Đức Quốc Xã. Kể từ ngày đầu Đảng Quốc xã lên nắm quyền cho đến khi sụp đổ vào năm 1945, SS là cơ quan quan trọng nhất về an ninh, giám sát và khủng bố ở Đức cũng như tại các vùng đất ở châu Âu bị nước này chiếm đóng.
Schutzstaffel được cấu thành từ hai nhóm chính là Allgemeine SS (SS Tổng quát) và Waffen-SS (SS Vũ trang). Allgemeine SS đảm nhiệm thực thi chính sách chủng tộc của Đức Quốc Xã và giữ gìn trật tự chung, còn Waffen-SS bao hàm những đơn vị chiến đấu trong quân đội Đức Quốc Xã. Bộ phận thứ ba của SS là SS-Totenkopfverbände (SS-TV; đơn vị Đầu lâu) điều hành các trại tập trung và trại hành quyết. Các phân nhóm bổ sung của SS bao gồm Gestapo và Sicherheitsdienst (SD) đảm trách truy lùng những kẻ thù thực sự và tiềm ẩn của nhà nước, dập tắt mọi hành vi chống đối, giám sát lòng thành của nhân dân với ý thức hệ cũng như cung cấp thông tin tình báo trong và ngoài nước.
SS là tổ chức chịu trách nhiệm lớn nhất cho vụ diệt chủng 5,5 đến 6 triệu người Do Thái cùng hàng triệu nạn nhân khác trong suốt thời kỳ Holocaust. Các thành viên ở mọi phân nhánh của tổ chức đều phạm tội ác chiến tranh và tội ác chống lại loài người trong chiến tranh thế giới thứ hai (1939 – 45). SS còn liên quan đến các doanh nghiệp thương mại và bóc lột sức lao động của tù nhân trại tập trung, bức ép họ làm lao động khổ sai. Sau khi chiến tranh kết thúc, Tòa án Quân sự Quốc tế tại Nürnberg đã phán xử SS và Đảng Quốc Xã là những tổ chức tội phạm trong khi Ernst Kaltenbrunner, trưởng bộ phận chính SS cấp cao nhất còn sống, bị xử treo cổ vì tội ác chống nhân loại vào năm 1946.

### Tiền thân

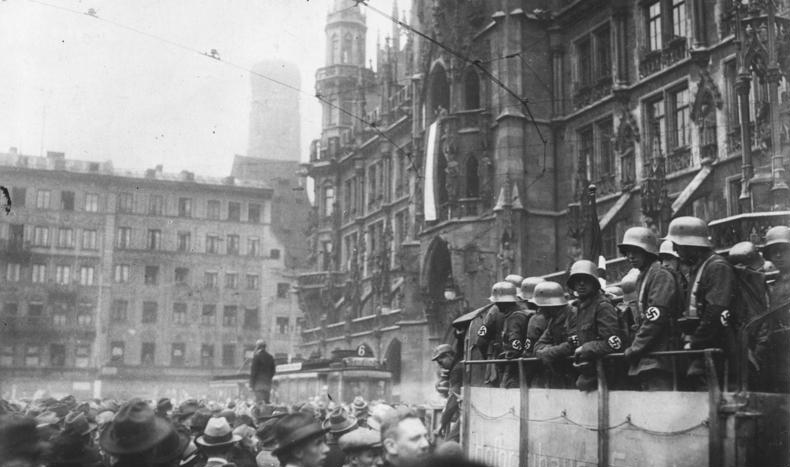
Đám đông ủng hộ và quân xung kích Đảng Quốc xã tại Marienplatz ở München trong vụ đảo chính nhà hàng bia, 1923

### Himmler nắm quyền

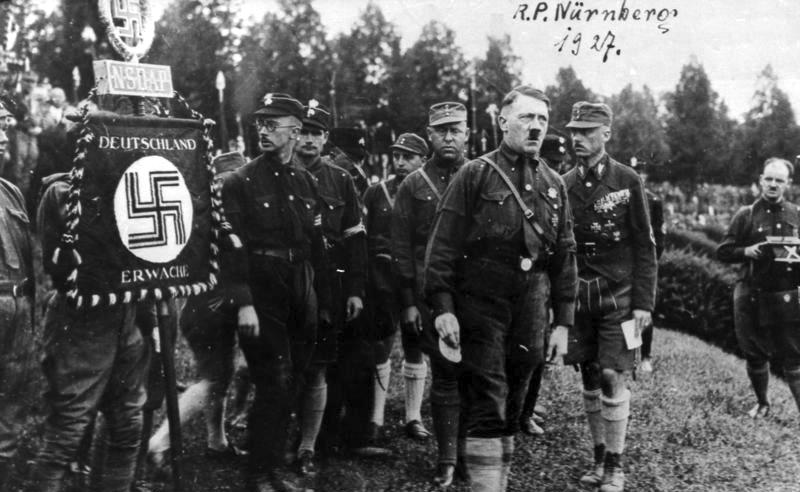
Heinrich Himmler (người đeo kính, đứng bên trái Adolf Hitler) là một trong những người đầu tiên ủng hộ Đảng Quốc xã.

### Ý thức hệ

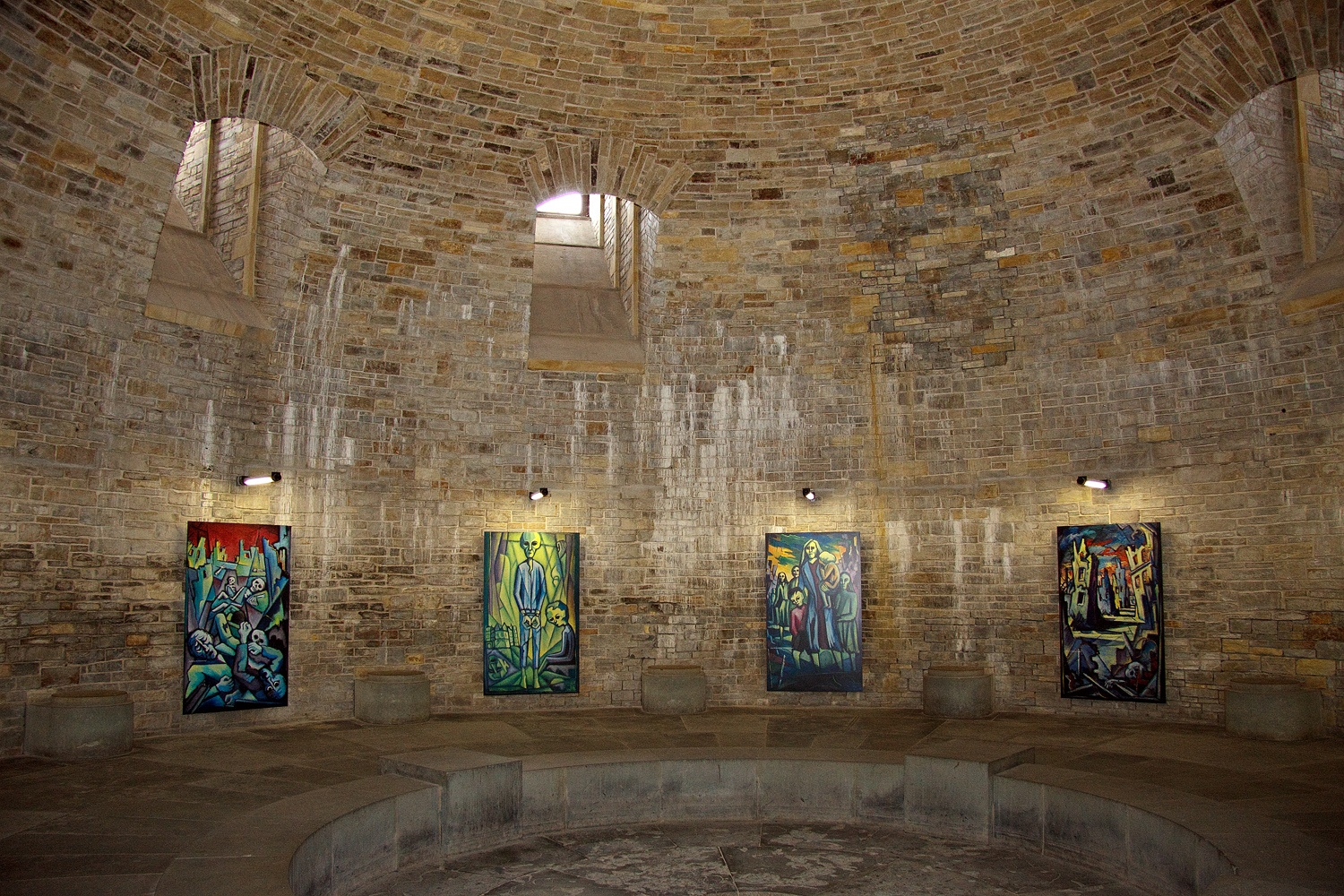
Hầm mộ ở Wewelsburg được Himmler sử dụng làm nơi tưởng nhớ thành viên SS qua đời. Treo trên tường là các tác phẩm nghệ thuật tưởng niệm Holocaust.

## Nước Đức thời tiền chiến

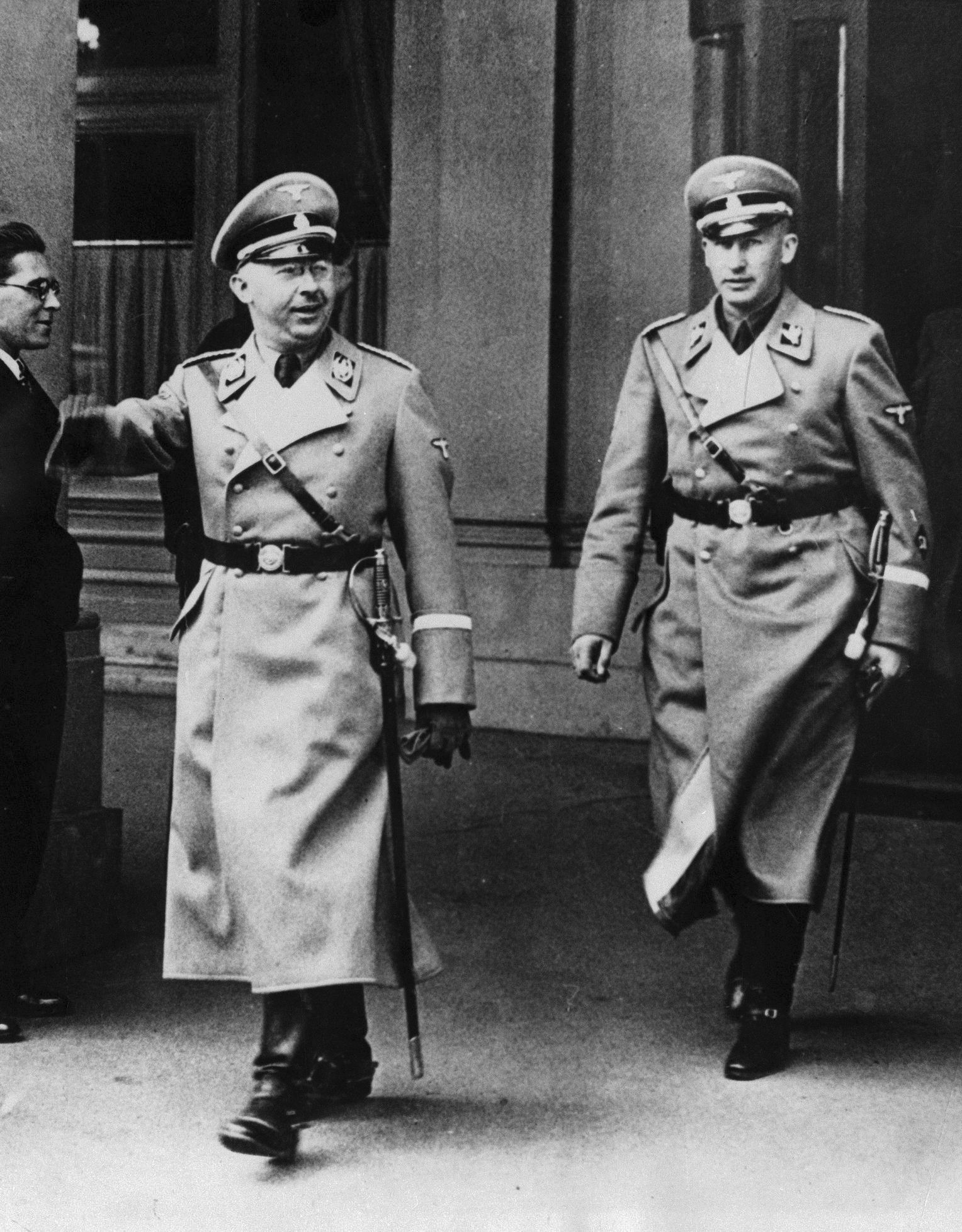
Reinhard Heydrich (phải) là protégé của Himmler và là một nhân vật SS hàng đầu đến khi bị ám sát năm 1942.

### Vệ sĩ riêng của Hitler

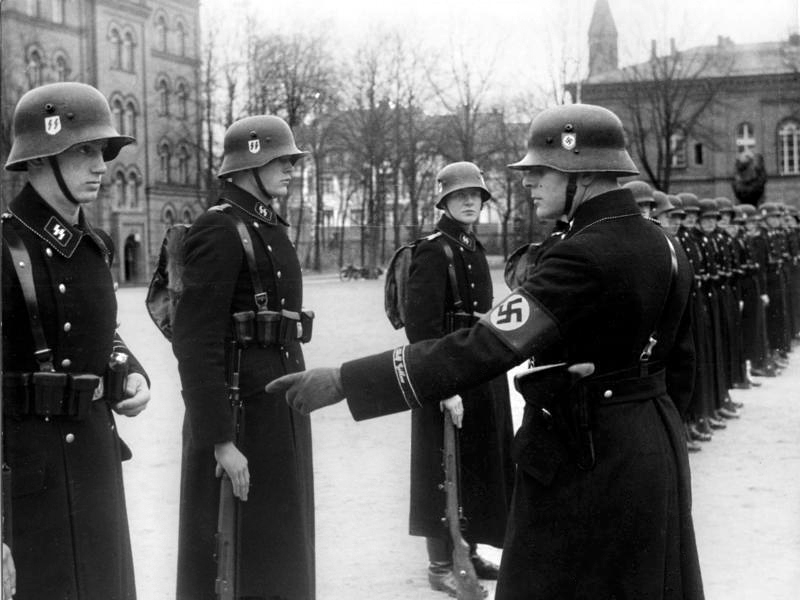
Xét duyệt binh sĩ Leibstandarte Adolf Hitler tại Berlin, 1938

### Thành lập trại tập trung

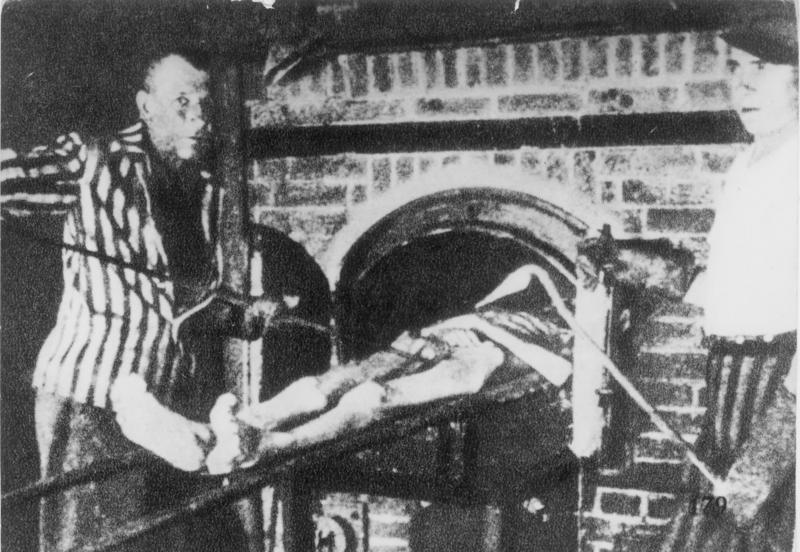
Lò thiêu tại trại tập trung Dachau, tháng 5 năm 1945 (ảnh chụp sau giải phóng).

### Cuộc xâm lược Ba Lan

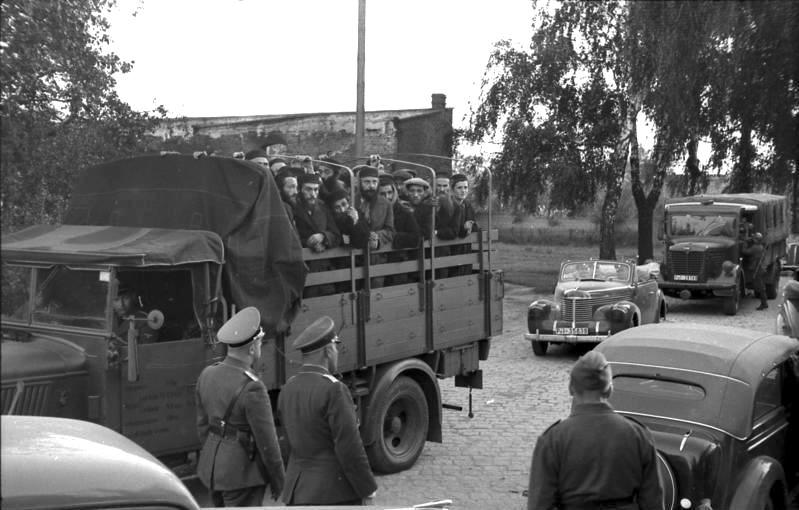
Sicherheitsdienst (SD) và cảnh sát bắt người Do Thái Ba Lan vào tháng 9 năm 1939.

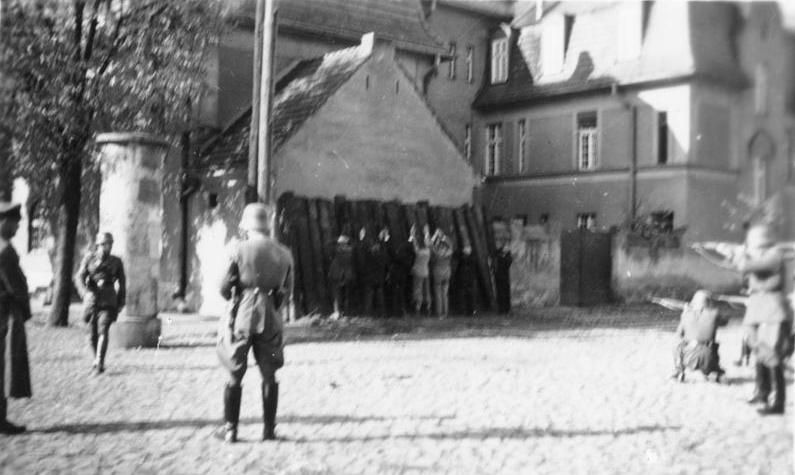
Einsatzgruppen xử bắn thường dân ở Kórnik, 1939.

### Trận chiến nước Pháp

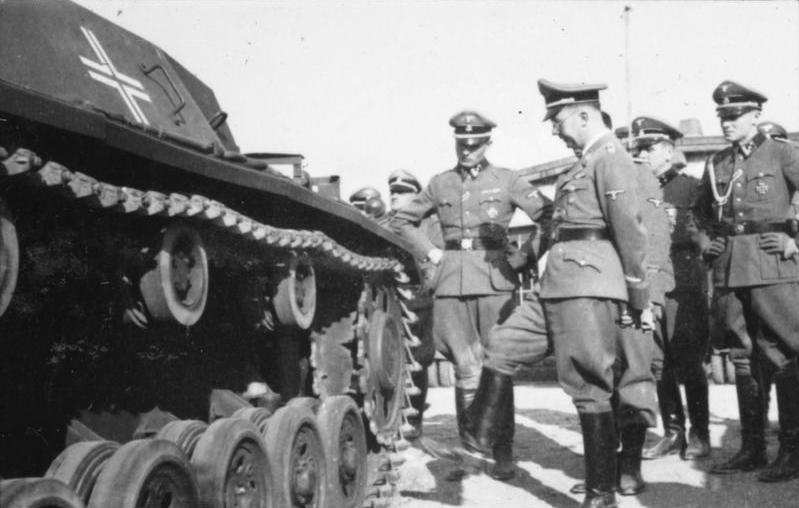
Himmler kiểm tra chiếc Sturmgeschütz III thuộc Sư đoàn Panzer SS số 1 Leibstandarte SS Adolf Hitler tại Metz, Pháp, tháng 9 năm 1940.